# Fabrizio Romano
Pour les articles homonymes, voir Romano.
Fabrizio Romano, né le 21 février 1993 à Naples en Italie, est un journaliste sportif italien, spécialisé dans le football, et dans l'annonce de transfert. 
Il a notamment travaillé pour Sky Sport Italie,.

## Biographie
Fabrizio Romano naît à Naples le 21 février 1993. Il fréquente l'université catholique du Sacré-Cœur à Milan. Il supporte le club anglais de Watford. Il est polyglotte et peut parler anglais, espagnol, italien et portugais.
Il commence à écrire sur le football à l'âge de 16 ans, alors qu'il est encore au lycée. Sa carrière de journaliste sportif commence à l'âge de 18 ans, après avoir reçu des informations d'un agent italien à Barcelone concernant Mauro Icardi, joueur du FC Barcelone à l'époque.
Depuis qu'il a rejoint Sky Sport Italie à l'âge de 19 ans, il a créé et noué des contacts avec des clubs, des agents et des intermédiaires dans toute l'Europe. Il travaille également comme journaliste pour The Guardian et CBS Sports. Il est basé à Milan.
Il est notamment connu pour son slogan « Here we go! », qu'il utilise lors de l'annonce d'un accord de transfert. Selon 90min, il est l'un des journalistes « les plus fiables » en matière de transferts dans le football. En raison de sa réputation, notamment sur les réseaux sociaux, plusieurs clubs de football lui ont demandé de participer à des vidéos d'annonce de transferts de joueurs.